# Эгарт, Марк Моисеевич
Марк Моисеевич Эгарт (Рожд. Мордехай Богуславский; 23 февраля [8 марта] 1901, Кривой Рог, Херсонская губерния — 15 июня 1956, Москва) — русский советский писатель. Член Союза писателей СССР (1934).

## Биография
Мордехай Богуславский родился 23 февраля (8 марта) 1901 года в местечке Кривой Рог в семье учителя городской еврейской начальной школы. Еврей.
С пятнадцати лет давал частные уроки. В 1918 году окончил Криворожское коммерческое училище.
В 1921 году уехал в Польшу, затем в Палестину, где прожил несколько лет. В 1926 году получил разрешение от советских властей вернуться в СССР. Учился живописи в Центральной студии АХРР. Через несколько лет стал членом литературного кружка «Вагранка». С 1930 года работал редактором в одном из издательств.
Во время Великой Отечественной войны служил литературным редактором в Управлении военно-морского издательства Наркомата ВМФ. В 1944 году был награждён знаком «Отличник ВМФ».
Умер 15 июня 1956 года в Москве. Похоронен на Донском кладбище.

### Семья
- Жена — Анна Лазаревна;
- Дочь — Фрида (род. 1927) — эндокринолог, профессор[3].

## Творческая деятельность
Псевдоним основал на девичьей фамилии матери — Эльгарт. Начал литературную деятельность в 1929 году с публикации очерков.
Одна из главных тем произведений — жизнь советских рабочих (романы «Маруся Журавлёва», 1937; «Друзья», 1950). Среди произведений также повести «На хуторе» (1939) о годах революции и Гражданской войны, «Юность» (1943) и «Вперёд, капитаны!» (1947) о Великой Отечественной войне, автобиографический роман «Опалённая земля» (кн. 1—2, 1933—1934), повесть «Талисман» (1940), детская приключенческая повесть «Бухта туманов» (1956), научно-фантастическая повесть «Зона непроницаемости» (1946).

### Публикации
- Egart M. The ferry; sketches of the struggle for socialism in the Altai mountains. — London, M.: Lawrence limited, 1932. — P. 151. Содержание: Preface; The ferry; The grave of Urmat; Pavia of Chulishman; The horse of Kidrash; The Yainy Yurt commune ; Den the Komsomolets.
- Эгарт М. М. Опалённая земля: Роман. — М.: Советский писатель, 1937. — 352 с.
- Эгарт М. М. Маруся Журавлёва: Роман. — М.: Советский писатель, 1938. — 324 с.
- Эгарт М. М. Талисман: повесть // Новый мир. — 1940. — № 1. — С. 14.
- Эгарт М. М. Партизан Грицай: Рассказ. — М.: Молодая гвардия, 1941. — 31 с.
- Эгарт М. М. Яринка: Рассказ. — Казань: Татгосиздат, 1942. — 32 с.
- Эгарт М. М. Юность: Повесть. — М.: Советский писатель, 1943. — 144 с.
- Эгарт М. М. Зона непроницаемости. — М.: Воениздат, 1946. — 208 с.
- Эгарт М. М. Маруся Журавлёва: Роман. — М.: Советский писатель, 1948. — 359 с.
- Эгарт М. М. Дважды Герой Советского Союза А. Н. Ефимов. — М.: Воениздат МВС СССР, 1948. — 32 с.
- Egart M. Uz priekšu, kapteiņi! — Riga: Latvijas Valsts Izdevnieciba, 1949.
- Эгарт М. М. Бухта Туманов. — М., 1956.
- Эгарт М. М. Это забыть нельзя. — 1957. — 98 с.
- Эгарт М. М. Друзья. — 1958. — 583 с.
- Эгарт М. М. Маруся Журавлёва: Роман. — М.: Художественная литература, 1965. — 335 с.
- Эгарт М. М. Маруся Журавлёва: Роман. — М.: Московский рабочий, 1970. — 336 с.
- Эгарт М. М. На хуторе: Повести и рассказы. — М.: Советская Россия, 1974. — 127 с.
- Эгарт М. М. Бухта Туманов. — М.: Детская литература, 1978. — 28 с.
- Эгарт М. М. Бухта Туманов: Приключенческая повесть: Для среднего и старшего возраста. — М.: Детская литература, 1988. — 126 с. — ISBN 5-08-001094-0.
- Эгарт М. М. Грешник Хэт и праведник Лот // Вестник. — 1997. — № 9—10.